# Platymantis myersi
Platymantis myersi é uma espécie de anfíbio da família Ranidae.
É endémica da Papua-Nova Guiné.
Os seus habitats naturais são: florestas subtropicais ou tropicais húmidas de baixa altitude e regiões subtropicais ou tropicais húmidas de alta altitude.